# Diogo Ribeiro
Diogo Matos Ribeiro (Coimbra, 27 de outubro de 2004) é um nadador português. É o recordista mundial júnior dos 50 metros mariposa, título alcançado nos Campeonatos Mundiais de Juniores de 2022, em Lima, no Peru. Em 2022, competia sob o emblema do Sport Lisboa e Benfica, orientado pelo treinador brasileiro Alberto Silva. Está integrado no Centro de Alto Rendimento do Jamor.
Em 2023, sagrou-se vice-campeão do mundo nos 50 metros mariposa, com uma marca de 22,80 segundos (recorde nacional).
Em 2024, sagrou-se campeão mundial nos Mundiais do Qatar, nos 50 metros mariposa, com uma marca de 22,97 segundos, e nos 100 metros da mesma modalidade, com 51,17 segundos (recorde nacional), sendo o primeiro português de sempre a conquistar medalhas de ouro num Mundial de natação.

## Palmarés
- Lima 2022 - Campeonatos Mundiais de Juniores, medalha de ouro nos 50 metros mariposa (recorde do mundo de juniores)[4]
- Lima 2022 - Campeonatos Mundiais de Juniores, medalha de ouro nos 100 metros mariposa[4]
- Lima 2022 - Campeonatos Mundiais de Juniores, medalha de ouro nos 50 metros livres[4]
- Roma 2022 - Campeonatos Europeus de Natação, medalha de bronze nos 50 metros mariposa[11]
- Jogos do Mediterrâneo 2022, medalha de prata nos 100 metros livres[12]
- Jogos do Mediterrâneo 2022, medalha de ouro nos 50 metros mariposa (recorde do campeonato)[12]
- Mundiais de Natação 2023, medalha de prata nos 50 metros mariposa (recorde nacional)[8]
- Mundiais de Natação 2024, medalha de ouro nos 50 metros mariposa[9]
- Mundiais de Natação 2024, medalha de ouro nos 100 metros mariposa (recorde nacional)[10]